# Neodavisia
Neodavisia is een geslacht van vlinders van de familie snuitmotten (Pyralidae), uit de onderfamilie Pyralinae.

## Soorten
- N. melusina Ferguson, Blanchard & Knudson, 1984
- N. singularis Barnes & McDunnough, 1913